# 周渭 (宋朝)
周渭（922年－999年），字得臣，昭州恭城东乡炉口（今广西壮族自治区桂林市恭城县平安乡路口村）人。北宋初年政治人物，以刚正和清廉著称。

## 生平
周渭幼年丧父，由叔父抚养。他自幼好学，擅长作诗。当时昭州属于南汉，在刘鋹的势力范围内，治民严苛。于是周渭带领600余名乡民越过五岭，赴零陵避难。中途遇到军队堵截，又折返回昭州。因屋舍被焚毁之故，再逃往道州。途中再遇袭，周渭最终成功地逃脱，得以北上。
北宋建隆三年，周渭赴京师，受到薛居正的礼待。他上疏宋太祖论时事，召试，被授予同进士出身，任职白马县主簿。属下县吏犯法，周渭即下令将其处斩。这一举措得到了宋太祖的嘉奖，破格提拔为右赞善大夫，任职永济知县。魏王符彦卿骄横跋扈。周渭到任之日，符彦卿亲自赴郊外迎接他。周渭却只是在马上拱手示意，到了馆舍才与之相见，毫不卑屈。
县中有盗贼伤人而逃，周渭捕获，未送帅府当即处斩。
乾德期間，周渭擔任兴州通判。当地驻军众多而监军纵容其为非作歹，以至民怨沸腾。于是周渭策马至军，告知其利害得失，并处斩军校，令全军慑服。宋太祖下诏嘉奖，使其兼任钤辖使，统领驻军。
开宝元年，凤州七房冶官吏贪污官银，朝廷任命周渭代替之。一年之后，当地赋税翻了数倍。朝廷赐绯服和金鱼袋，将其升为棣州知州。开宝六年，监军傅延翰欲谋反投辽，被部下告发。周渭将其抓获，通报朝廷。傅延翰被押解至京后，朝廷下令，将其在西市斩首示众。离任之日，当地百姓遮道相送。
自太平兴国二年至八年，周渭担任广南各州转运副使。至此，周渭才得以重返故乡，乡人都以他为荣。周渭上奏朝廷，请求废除南汉时期的税制，重新制定税法，兴办学校 。授殿中丞。太平兴国三年，殿直武裕驻守海门，纵容部下贪污，被周渭杖杀。太平兴国六年，宋与交趾交战，两名败卒逃回邕州抢掠民财，被周渭处斩。对此后逃回的败兵，则一律解除武装后才允许入城。周渭移书交趾国君黎桓，告之以朝廷的威信和利害关系。交趾国君畏服，派使者入贡。由于平乱有方，加授监察御史。
后调任扬州知州，升官为殿中侍御史，改任两浙东、西路转运使，入为盐铁判官。又升官侍御史，历判户部、度支二勾院，出知亳州，赐金紫，俄而调任宋州知州。加职方员外郎，担任益州转运使。由于其次子违背诏令买马，被被贬黜为彰信军节度副使。
咸平二年，宋真宗想起周渭的清名，下诏令其回京，准备复用。然而诏书未至周渭已经逝世。考虑到其家中余财不够安葬所需，宋真宗特地赠钱十万，并授予其次子乘氏主簿。

## 轶事
周渭北上逃难时，未与妻子莫荃告别。当时周渭的两个儿子年纪还小，莫荃也还年轻。其父母劝她改嫁，莫荃拒绝，并亲自劳作以养活家人。26年后，周渭治岭南，与家人团聚。当时的人们都对此感到惊异。

## 后世纪念
恭城县内有新、老两座周渭祠，又称周王庙，是祭祀周渭的祠庙。其中新祠始建于明朝成化十四年（1478年），清朝雍正元年（1723年）知县王昌龄重修，包含戏台、门楼、大殿堂、后殿、左右厢房等建筑。1981年公布为第二批广西壮族自治区文物保护单位，2006年又作为恭城古建筑群的一部分，列入全国重点文物保护单位。祠内有赞颂周渭的楹联一幅:
|  | 百代相传周御史；千秋怀念古乡贤。 |

每到周渭诞辰（农历六月十五），恭城县及周边民众都会举办活动庆祝。

## 延伸阅读
[在维基数据编辑]
 《宋史/卷304》，出自脱脱《宋史》